# Michail Iwanowitsch Terebenjow

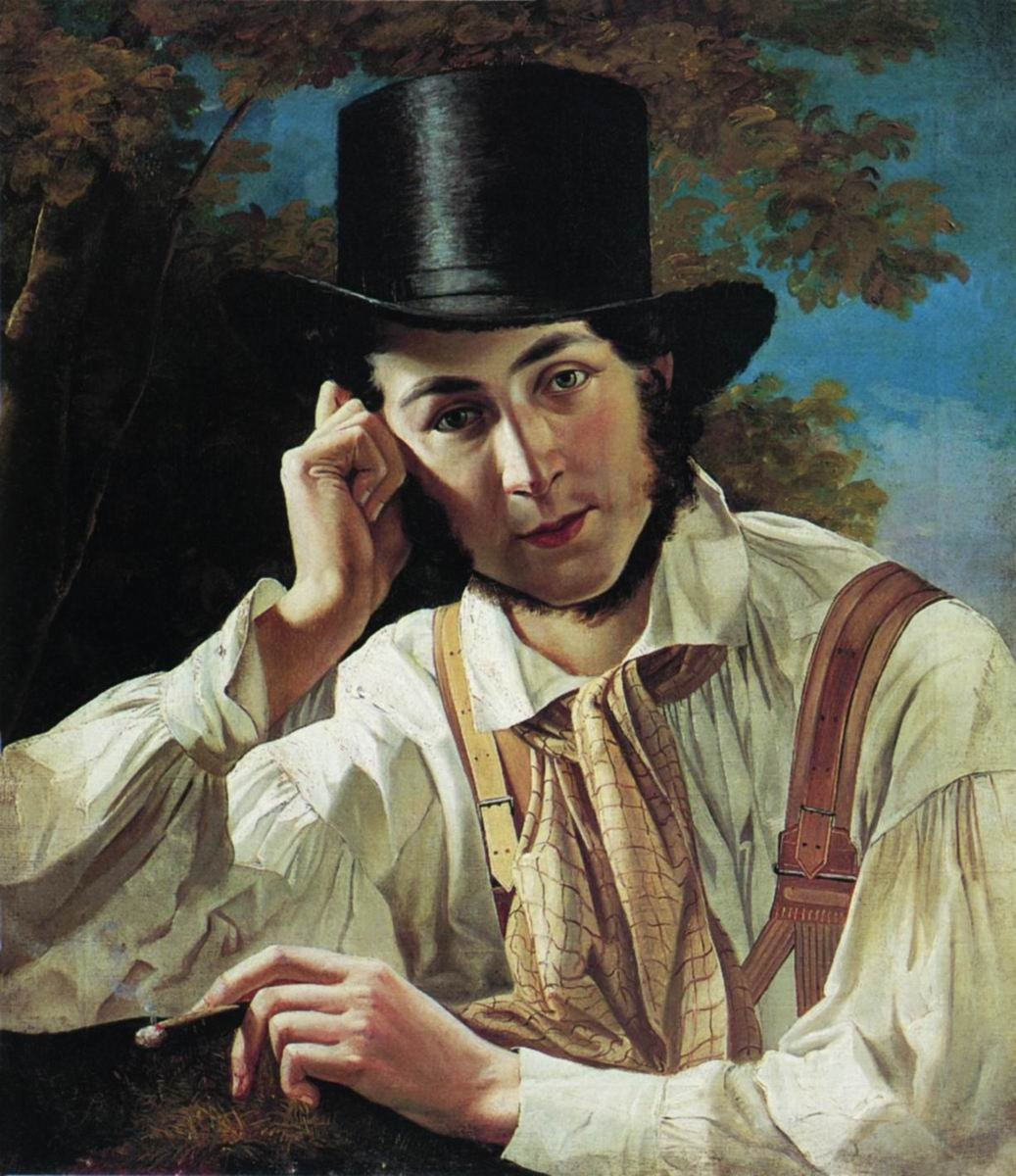
Michail Iwanowitsch Terebenjow (Selbstporträt, 1825)

Michail Iwanowitsch Terebenjow (russisch Михаил Иванович Теребенёв; * 6. Septemberjul. / 17. September 1795greg. in St. Petersburg; † 25. Dezember 1864jul. / 6. Januar 1865greg. ebenda) war ein russischer Maler und Hochschullehrer.

## Leben
Terebenjows Vater Iwan Jefimowitsch Terebenjow (1759–1799) war Künstler und Mitglied der Akademie der Künste in St. Petersburg. 1803 trat Terebenjow als eines der Kinder der Mitglieder und Beschäftigten der Akademie in die Akademie der Künste ein. Ab 1811 studierte er in der Klasse des Porträtisten Stepan Schtschukin. Für seine besonderen Leistungen erhielt er 1810 und 1811 die Kleine Silbermedaille und 1812 die Große Silbermedaille. Während des Krieges 1812 wurden infolge der Bedrohung St. Petersburgs 205 Studenten der Akademie nach Petrosawodsk evakuiert, darunter auch Terebenjow aufgrund seiner ausgezeichneten Leistungen. Nach Kriegsende bestellte der Kommandeur der Partisanenabteilung Generalleutnant Iwan Dorochow bei Terebenjow ein Porträt des Partisanen Jegor Stulow, der als einziger Bauer das den Soldaten vorbehaltene Georgskreuz erhielt. Mit seiner Diplomarbeit Russische Bauernhochzeit schloss er 1815 das Studium ab als Klassischer Künstler I. Klasse mit der Großen Goldmedaille, einer Pension der Akademie der Künste und dem Recht, zur weiteren Ausbildung nach Europa zu reisen. Allerdings wurden 1817 die Absolventen aufgefordert, ihre Fähigkeiten im Dienst der Akademie zu entwickeln. Die Russische Bauernhochzeit wurde von Kaiserin Maria Fjodorowna gekauft und hing lange im Konstantinpalast.
Terebenjow malte nun Porträts bekannter russischer Kulturschaffender und Wissenschaftler, so von Fjodor Alexejew (1820), Fürst Alexander Odojewski (1823–1824), Michail Glinka (1824), Wassili Karatygin (1828), Ilja Bujalski (1829) und Alexander Turgenew (1830er Jahre) neben anderen. Alexander Gribojedows Porträt (1824–1825) diente
Nikolai Utkin als Original für eine seiner bekanntesten Radierungen. Terebenjows Porträt des Dekabristen Dmitri Sawalischin wurde bei Leutnant Theopempt Lutkowski gefunden, der an der Weltumsegelung seines Schwagers Wassili Golowin teilgenommen hatte und nun als Mitverschwörer verdächtigt wurde.
1830 wurde Terebenjow für das Miniaturporträt von Wassili Demut-Malinowski zum Akademiemitglied für Miniaturmalerei gewählt. 1830–1840 lehrte er an der St. Petersburger Michail-Artillerieschule. Er schuf Bilder für die Sioni-Kathedrale in Tiflis (1837), für die Kirche der St. Petersburger Michail-Artillerieschule (1860–1861) und für die Kirche des Peter-und-Paul-Krankenhauses in St. Petersburg (1861). Zu seinen Ölgemälden und Aquarellen gehörten auch Genrebilder und Bilder zu historischen Themen, so die Rückkehr aus dem Kriege und Bischof Mitrofan von Woronesch schenkt Peter I. Klostergeld für den Aufbau einer Flotte zur Belagerung von Asow. Kurz vor seinem Tod im September 1864 vollendete er sein Werk zur Befreiung der Bauern aus der Leibeigenschaft.
Terebenjows Werke befinden sich im Russischen Museum und in der Eremitage in St. Petersburg, im Allrussischen Puschkin-Museum in Puschkin und in der Tretjakow-Galerie in Moskau sowie in den Museen von Jekaterinburg, Kostroma, Perm, Jaroslawl und anderen.
Terebenjows Brüder Iwan (1780–1815) und Wladimir (1808–1876) waren ebenfalls Künstler.

## Werke

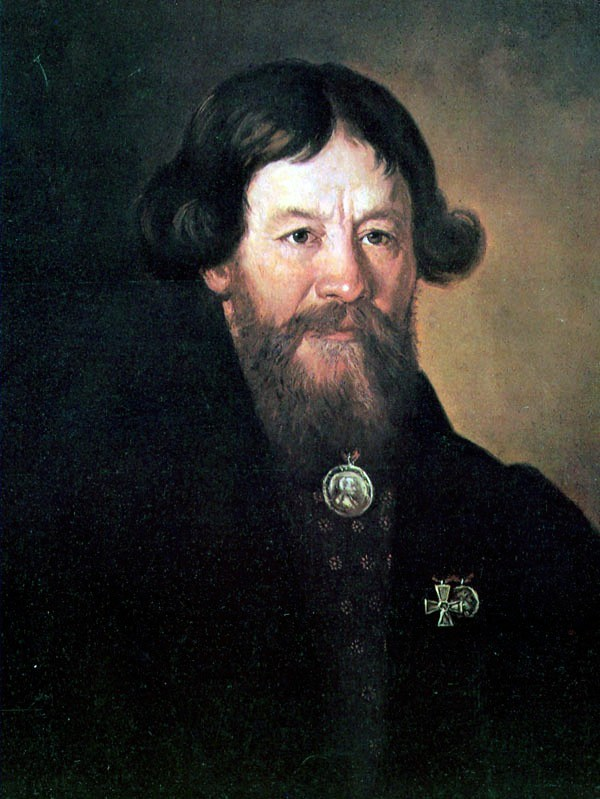
Partisan Jegor Stulow (1813)
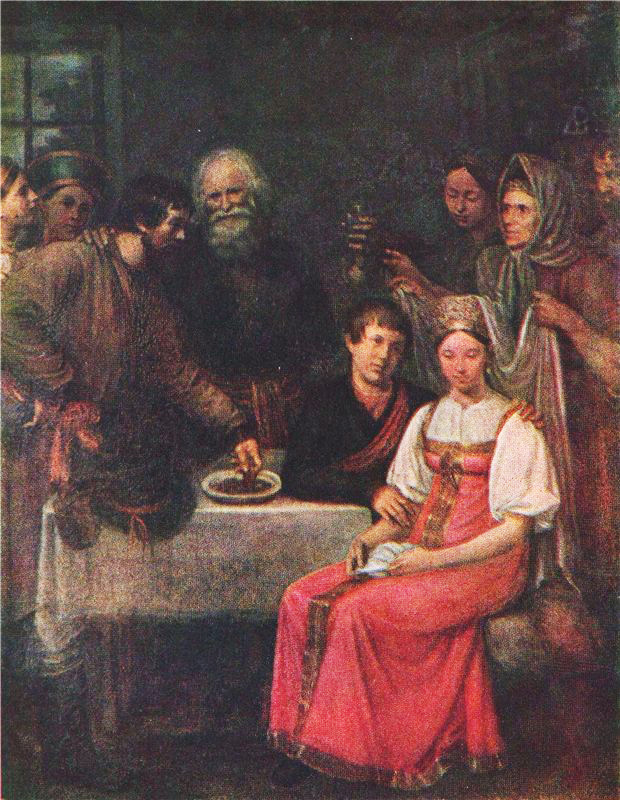
Russische Bauernhochzeit (1815)
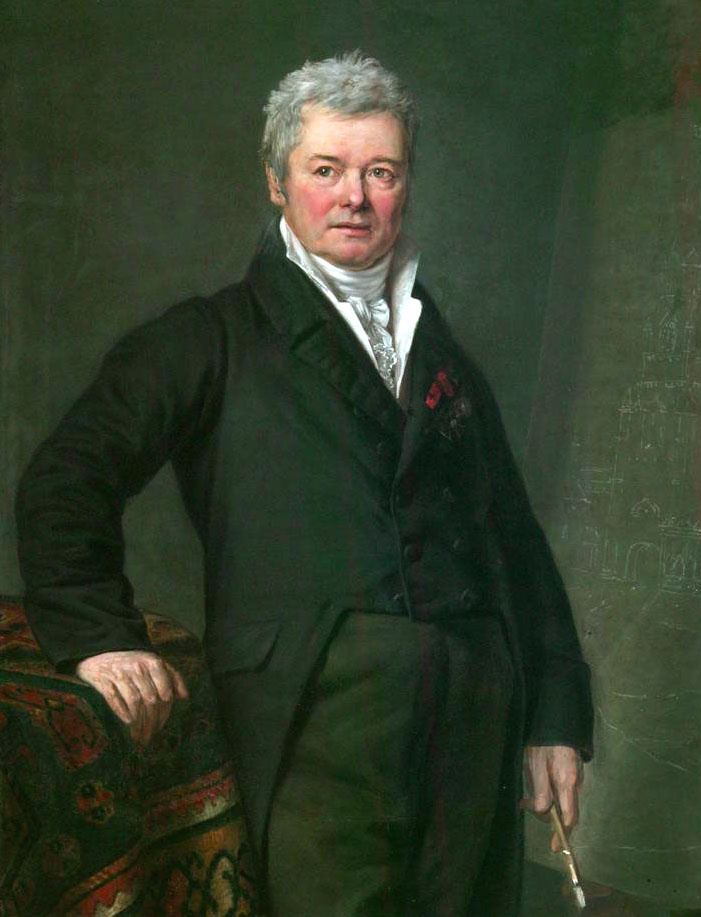
Fjodor Alexejew (1820)
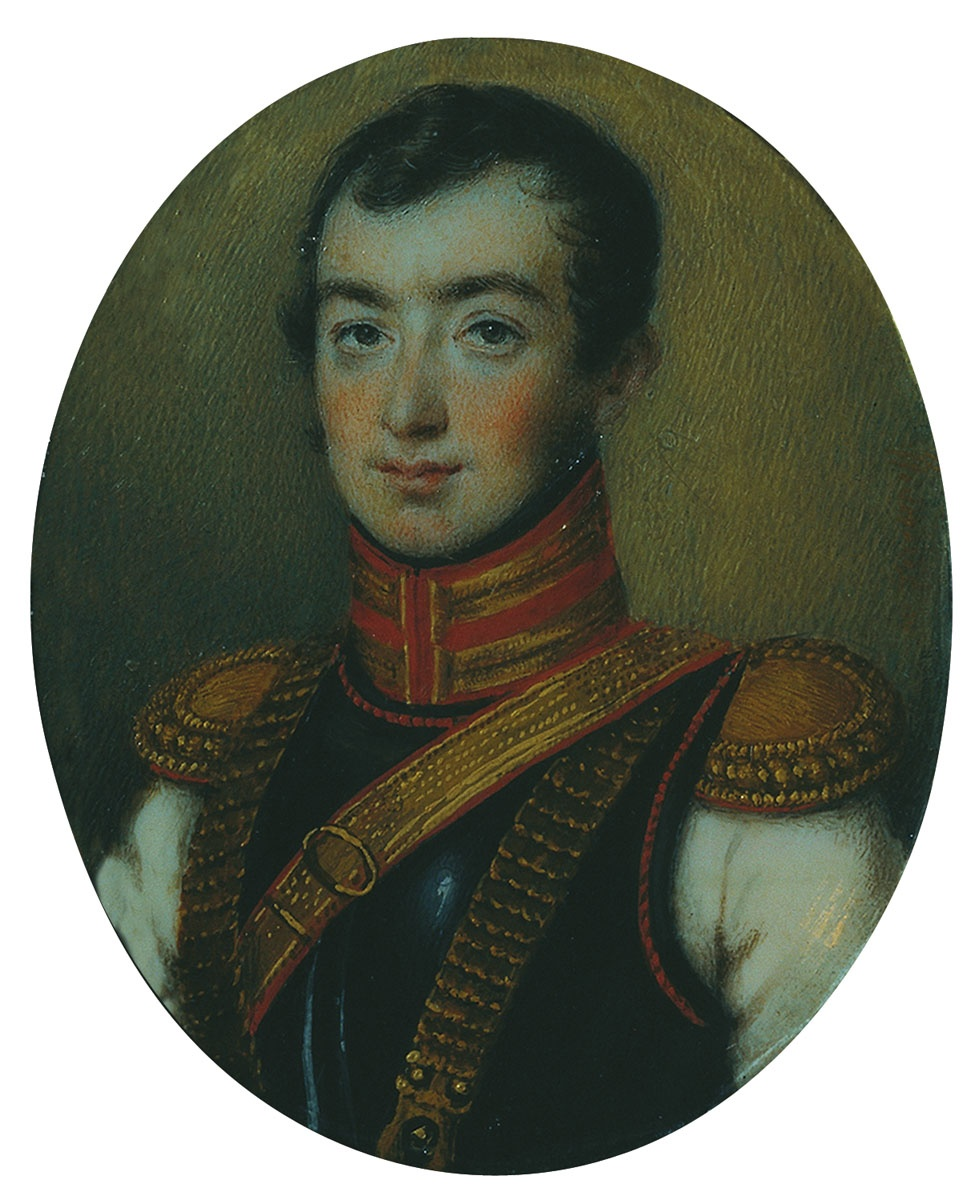
Alexander Odojewski (1823–1824)
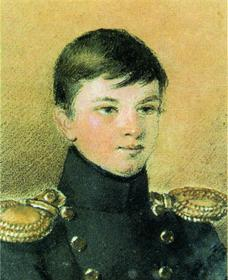
Dmitri Sawalischin (vor 1825)
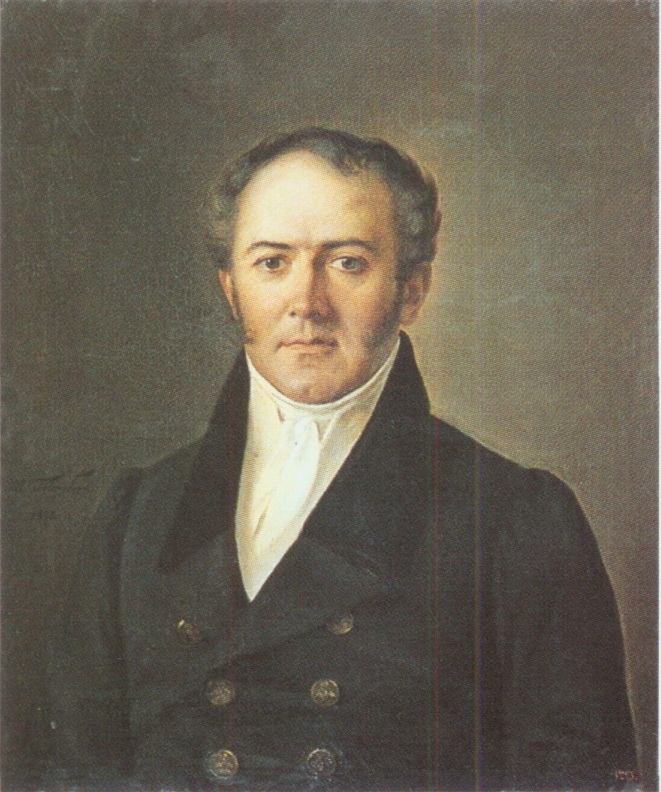
Ilja Bujalski (1829)
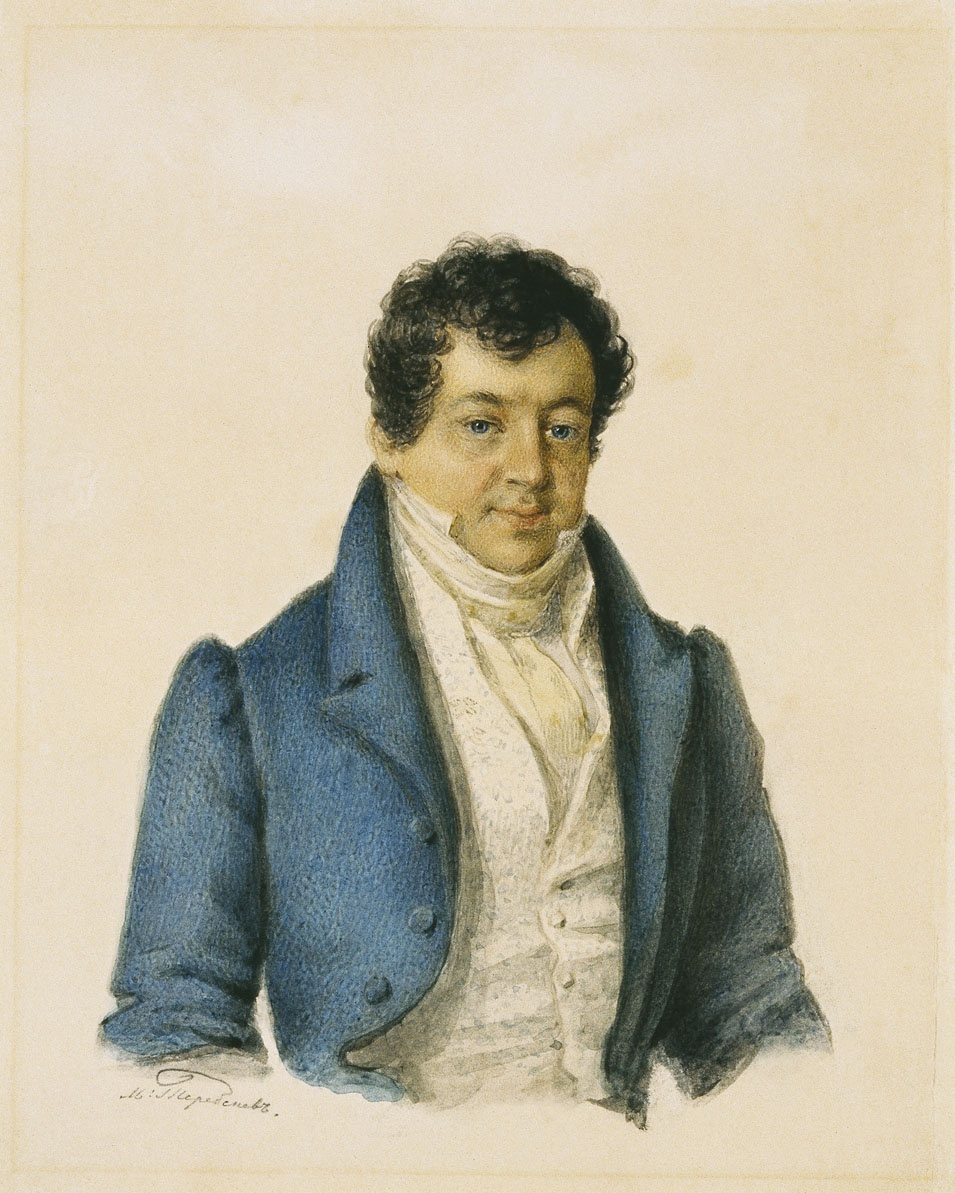
Alexander Turgenew (1830er Jahre)
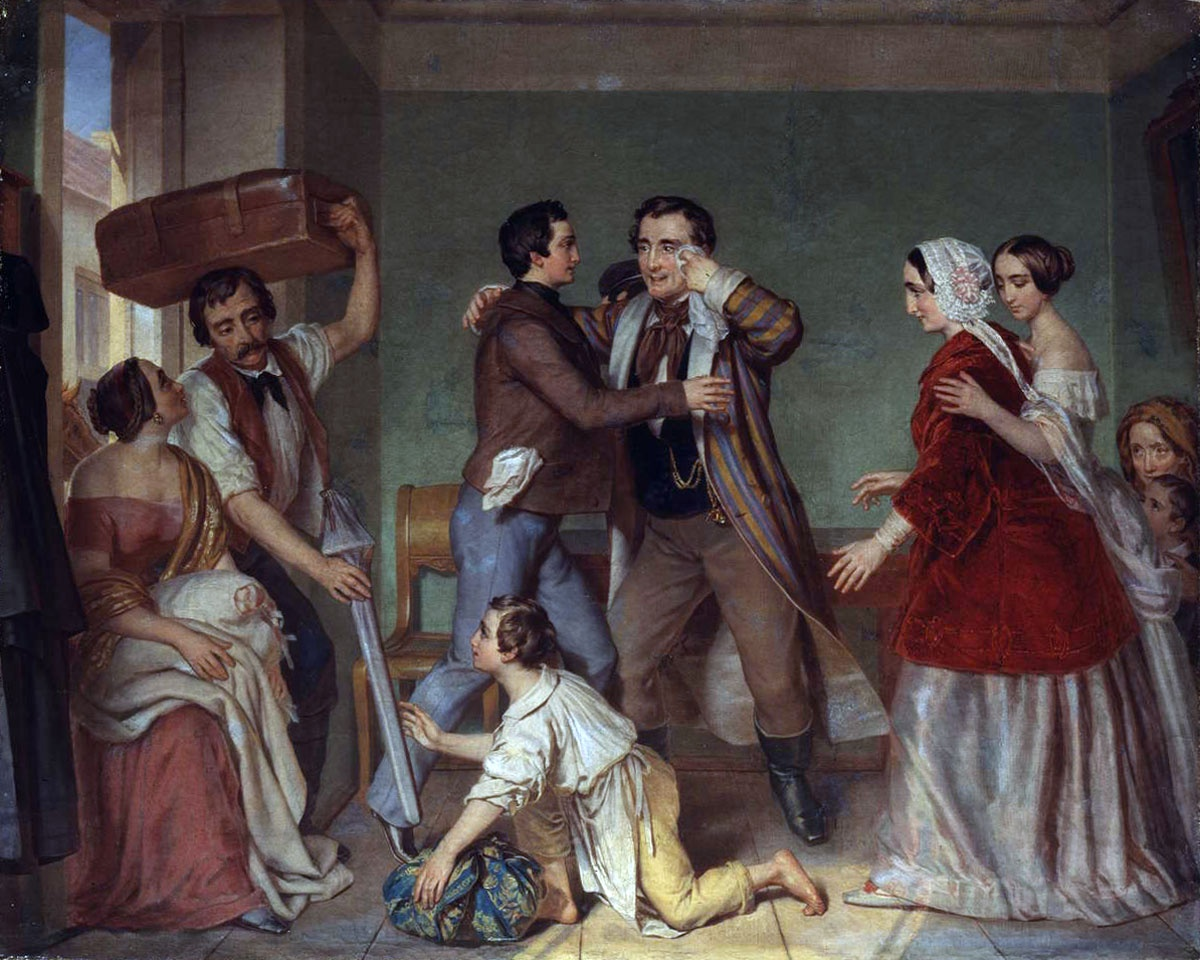
Rückkehr aus dem Kriege
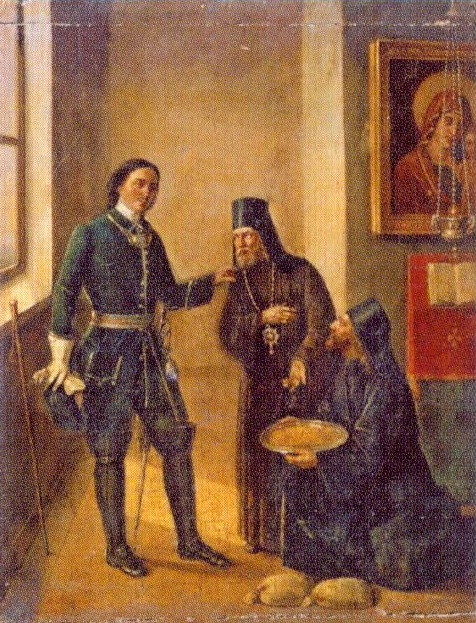
Bischof Mitrofan von Woronesch schenkt Peter I. Klostergeld für den Aufbau einer Flotte zur Belagerung von Asow